# 陸游

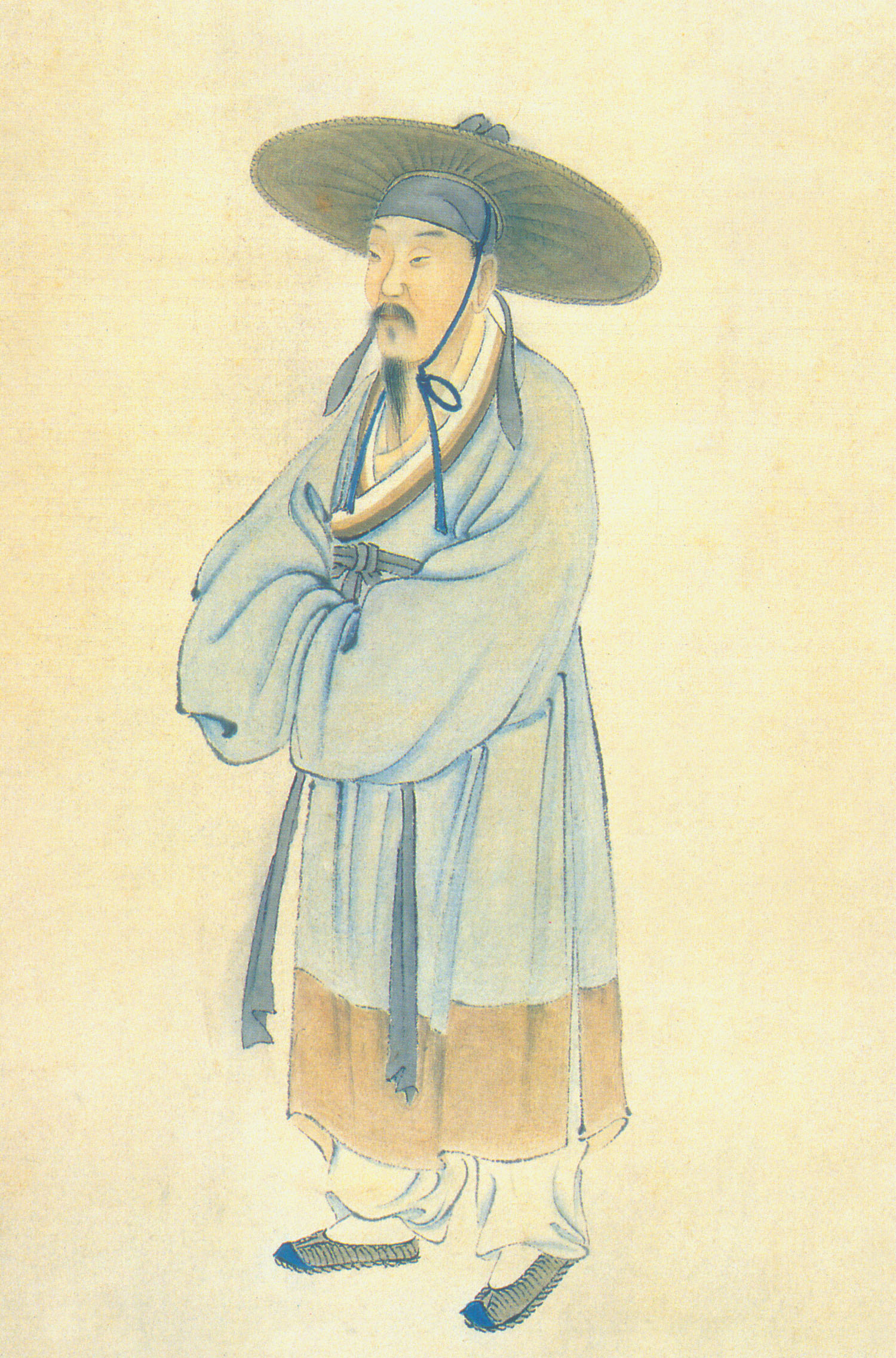
陸游

陸 游（りく ゆう、宣和7年10月17日（1125年11月13日）- 嘉定2年12月29日（1210年1月26日））は、南宋の政治家・詩人。字は務観。号は放翁。通常は「陸放翁」の名で呼ばれる。越州山陰県（現在の浙江省紹興市柯橋区）の出身。南宋の代表的詩人で、范成大・尤袤・楊万里とともに南宋四大家の一人。とくに范成大とは「范陸」と並称された。現存する詩は約9200首を数える。中国の大詩人の中に最も多作である。その詩風には、愛国的な詩と閑適の日々を詠じた詩の二つの側面がある。強硬な対金主戦論者であり、それを直言するので官界では不遇であったが、そのことが独特の詩風を生んだ。同年代の辛棄疾と共に、愛国詩（詞）人として広く知られている。

## 生涯

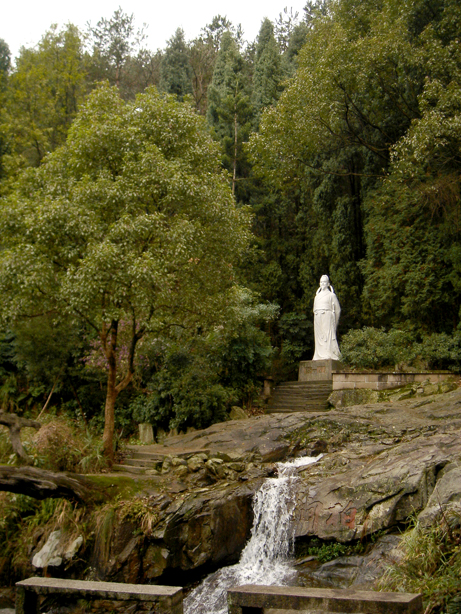
福建省寧徳市にある陸游の像

祖父は陸佃。父の陸宰が家族と共に転勤のため淮河を移動している途中、舟の中で生まれた。その後、父が京西路転運副使に赴任するが、翌年金の侵攻をうける直前に免官されたおかげで難を逃れ、故郷に無事たどり着いた。このような境遇の中、父がその友人たちとともに論じた主戦論を聞いて育ち、強い愛国心と対金強硬論をもつに至った。
20歳になり、唐琬と結婚し、仲睦まじく暮らしたが、陸游の母は2人が結婚してから不幸が続くことから占い師に相談した。占い師は、陸游と唐琬がこのままいたら不幸が続くとして、離婚を勧めた。母も、唐琬が子供を生まないこともあって占い師の意見に従い、2人を離婚させた。のちにそれぞれ互いに他の相手と再婚し、沈園という庭園を散歩中に偶然再会する。そこで交わした詞「釵頭鳳」は有名である。陸游の唐琬への思いは、後年折に触れ彼女のことを追憶する詩を作るほど深いものがあった。
29歳のとき、科挙の第1段階の解試（両浙路漕試）に首席で合格したが、これが運悪く権力者秦檜の孫である秦塤を差し置いたことになり、中央試験である省試において横やりで不合格にされるという妨害を受けた。これにより科挙に及第するための資格を奪われ、エリートとしての出世の道を閉ざされた。しかし陸游は秦塤には遺恨はなく、後年陸游が成都に赴任する道中、建康に隠棲していた秦塤の邸宅を訪れている。秦塤も滞在中の陸游一行を厚くもてなしたらしく、陸游の家族に病人が出たとき、医師を呼んだり薬を届けたりしている。
紹興28年（1158年）に秦檜が亡くなると、34歳のとき福州寧徳県主簿として、初めて出仕する。2年後、中央に呼ばれて文書を扱う役職（勅令所刪定官）に就き、孝宗が即位すると直々に進士の資格を賜った。金領内の民衆に決起を促す機密文書などの起草を担当したが、張浚の北伐が失敗して講和派が力を盛り返すと、普段の積極的な発言が仇となって地方に転出させられた。隆興府通判となった後、張浚の強硬論を支持していたために免官となり、故郷の近くく三山に居を構え、4年近く田舎で暮らすことになった。
乾道6年（1170年）、夔州通判に任命されたので、任地に赴くため5カ月かけて長江を遡った。そのときの紀行文が『入蜀記』である。虞允文が宰相になり、政府中央で主戦論が高まると、四川宣撫使となった王炎に招かれて配下（四川宣撫使司）となる。陸游は張りきって偵察などの任務を精力的に行うが、中央でまた講和論が強まったため王炎は中央に呼び戻され、陸游は蜀州通判・嘉州通判を転々とすることになった。四川制置使の范成大の部下となり、身分の差を越えて親しく詩を交わすなど交流したが、そのことを含め、普段の態度が周囲から放埒にすぎると非難され辞職する。このとき号を放翁とし、成都の地で寓居した。
淳熙5年（1178年）、陸游は孝宗に召還されるが、中央で重用されることはなく、結局地方勤務の提挙常平茶塩公事（専売品である茶・塩の監督官）に任命されて建寧に赴任する。翌年、撫州に同じ職で転任すると、大規模な洪水が起こった。陸游は自分の一存によって官有米を使い、住民の救済に充てたが、その責任を追及されて免職となり、郷里に帰った。それ以後は2回の任官期間を除いて、20年近くを本格的に隠棲して生活することになった。現存している陸游の詩は、この期間のものがほとんどを占める。
淳熙13年（1186年）、厳州知州として赴任した。この期間中に『剣南詩稿』20巻を刊行した。任期を終えると中央での職に任じられた。孝宗としてはゆくゆくは陸游を重要なポストに就けるつもりであったらしいが、孝宗が光宗に譲位すると、やはり平生からの主戦論の直言などが災いして、「風月を嘲詠した」というよくわからない理由で罷免された。このとき書屋を「風月軒」と名付けた。のち、寧宗時期に韓侂冑の推薦によって出仕し、実録院同修撰同修国史となり、「孝宗実録」「光宗実録」を編纂した。韓侂冑の人気取り的な主戦論に利用されたとはいえ、推挙されていたことは批判の元となった。
故郷では、晴耕雨読の日々を送った。酒屋で大勢と酒を酌み交わしたり、豊富な知識を生かして薬を作って与えるなど、近隣の庶民と分け隔て無くつきあい、慕われていた。念願の中原回復はかなわぬながらも、素朴で安逸な生活を送り、86歳で世を去った。
息子は7人いた。

## 詩と文学
陸游は詩作について、江西詩派に属する曾幾に師事していたので、若い頃の詩風は典故を多用し、修辞を凝らしたものであった。蜀地方での赴任時代には、自然の中で暮らすようになり、また一向に進展しない対金国情勢もあって、単なる修辞主義を離れた気宇壮大かつ憂憤の情を込めた饒舌な詩風となった。そして本格的に故郷で生活するようになると、愛国・憂国の志を詠じることを忘れることはなかったが、繊細な感覚によって生活の中の機微を題材にした詩を作り、多くの詩を残した。

### 著作
- 『剣南詩稿』85巻 - 詩集
- 『老学庵筆記』 - 随筆集
- 『渭南文集』 - 文集
- 『南唐書』 - 南唐の歴史書
- 『入蜀記』 - 紀行詩文

### 有名な詩
- 釵頭鳳（中国語版） - 沈園で詠んだ詞

| 釵頭鳳             |                                                                          |                                                                  |
| 原文               | 書き下し文                                                               | 通釈                                                             |
| 紅酥手、黄縢酒     | 紅酥手（こうそて） 黄縢（おうとう）の酒                                  | 唐婉は桃色のその柔らかい手で、黄色い封をした酒を注いでくれた     |
| 滿城春色宮墻柳     | 滿城（まんじょう）の春色 宮墻（きゅうしょう）の柳                        | 街は春色に満ちて、沈園近くの寺の垣根の柳も青々としている         |
| 東風惡、歡情薄     | 東風は惡しく 歡情（かんじょう）は薄（うす）し                            | 東風（母の感情）は悪く、歓びの気持ちは薄かった                   |
| 一懐愁緒、幾年離索 | 一懐（いっかい）の愁緒（しゅうちょ）幾年（いくねん）か離索（りさく）せし | 別れた後、貴女を一途に愁い思い、何年再会の途を探しただろうか     |
| 錯、錯、錯         | 錯（さく）錯 錯！                                                        | 間違った、間違った、間違ったのだ！                               |
| 春如舊、人空痩     | 春は舊（もと）の如く 人（ひと）空（むな）しく痩せ                        | 春は昔と変わらぬが、貴女は空しく年月を過ごして痩せてしまった     |
| 涙痕紅浥鮫綃透     | 涙痕（るいこん）紅（あか）く浥（うるお）し、鮫（こう）綃（しみ）透る     | 涙のあとが頬紅を潤して、手絹（ハンカチ）に染み透っている         |
| 桃花落、閑池閣     | 桃花（とうか）落ち 池閣（ちかく）閑（しず）かなり                        | 桃の花は既に散ってしまい、池の楼閣は静かに佇んている             |
| 山盟雖在、錦書難托 | 山盟（さんめい）は在（あ）りと雖も、錦書（きんしょ）託し難し             | 変らぬ愛を誓ったとはいっても、いまや私の思いを信書には託しがたい |
| 莫、莫、莫         | 莫（ばく）莫 莫！                                                        | だめだ、だめだ、だめなのだ！                                     |

- 「示児」（辞世の詩）

死去原知萬事空
但悲不見九州同
王師北定中原日
家祭無忘告乃翁

## 備考
- 陸游の名と字は、陸游の母が彼を身ごもっていたとき夢に見たという北宋の詩人の秦観（字は少游）にちなんだものと言われている。
- 朱子学の創始者の朱熹とも親交があった。

## 正史における記載
- 『宋史』 巻395 列伝第154

## 関連文献
- 『陸游詩選』（一海知義編訳、岩波文庫、2007年）。ISBN 4003204115
- 『一海知義著作集3　陸游と語る』（藤原書店、2009年）。ISBN 4894346702
  - 『第二集 中国詩人選集（8） 陸游』（一海知義訳著、岩波書店）
  - 『新修 中国詩人選集（7） 陸游 高啓』岩波書店 - 後者は入谷仙介訳著
- 『入蜀記』（岩城秀夫訳、平凡社東洋文庫、1986年／ワイド版2008年）
- 『陸游100選　漢詩をよむ』（石川忠久訳著、NHKライブラリー・日本放送出版協会）
- 『陸游 漢詩選13』（前野直彬訳著、集英社）
- 『陸游―円熟詩人　中国の詩人・その詩と生涯12』（村上哲見、集英社）
- 『陸游 中国詩文選20』（小川環樹、筑摩書房）
- 『詩人の視線と聴覚　王維と陸游』（入谷仙介、研文出版、2011年）
- 『新釈漢文大系 詩人編12　陸游』（浅見洋二、明治書院、2022年）
  - 旧版『蘇軾 陸游 鑑賞中国の古典21』（村上哲見・浅見洋二、角川書店）、前者は村上が担当